# Ignácz Rózsa
Ignácz Rózsa (Kovászna, 1909. január 25. – Budapest, 1979. szeptember 25.) magyar színésznő, író, műfordító. Férje Makkai János újságíró, politikus volt. Fia Makkai Ádám Kossuth-díjas költő.

## Életpályája
Tanulmányait a kolozsvári Református Leánygimnáziumban (jelenleg Apáczai Csere János Elméleti Líceum) végezte 1928-ban. 
Ignácz László és Makkai Kornélia lánya. 1931-ben végezte el a Színiakadémiát Budapesten. 1931–1939 között a budapesti Nemzeti Színház tagja volt. 1939–1940-ben a budapesti Színházi Magazin párizsi tudósítójaként dolgozott. Első írását Benedek Elek közölte a Cimborában (1925). 1943-ban a Petőfi Társaság tagjai közé választották. 1945–1947 között lektorként a Fővárosi Kiadónál dolgozott, majd a Református Élet című lap szerkesztője volt. Tíz évnyi kényszerű hallgatás után, 1957-ben jelenhetett csak meg elbeszéléseinek gyűjteménye (Tegnapelőtt).
Könyvei a moldvai, bukovinai, erdélyi magyarság történelmi viszontagságairól és színháztörténetünk nagy alakjairól szólnak. Útirajzai távoli tájakról tudósítanak. Román nyelvből készített maradandó fordításokat.
1979 őszén lakása közelében egy autóbusz halálra gázolta.
Fia Makkai Ádám kétszeres Kossuth-díjas magyar költő, nyelvész, műfordító volt. Unokája Rebecca Makkai (1978–) amerikai írónő.

## Művei
- Anyanyelve magyar (regény, 1937)
- Rézpénz (regény, 1938)
- Levelek Erdélyből (elbeszélés, 1939)
- Született Moldovában (regény, 1940)
- Erdély lelke. A hazatért Erdély nagy, képes emlékalbuma; szerk. Ignácz Rózsa, bev. Zilahy Lajos; Dante, Budapest, 1940
- A bujdosó (elbeszélés, 1942)
- Családi mondakör. Karcolatok, anekdoták életemből; Dante, Budapest, 1942 (Ignácz Rózsa munkái)
- Keleti magyarok nyomában (útirajz, 1942)
- Róza leányasszony (regény, 1942)
- Két élet (regény, 1943)
- Hivatalnok Berta (regény, 1944)
- Kedves dolog (életkép, 1946)
- Urak, úrfiak (regény, 1946)
- Meg ké' házasodni (farsangi játék, 1947)
- Mámoros malom (regény, 1947)
- Márványkikötő (regény, 1947)
- Az igazi Ibrinkó (tündérmesék, csodás történetek, 1955)
- Tegnapelőtt (elbeszélés, 1957)
- Mindenki levele (elbeszélés, 1958)
- Torockói gyász (regény, 1958)
- Az utolsó daru (ifjúsági regény, 1959)
- Prospero szigetén. Emlékezések nagy magyar színészekről (1960)
- Tóparti ismerősök (kisregények, novellák, 1961)
- Tűzistennő Hawaiiban (Vámos Magdával, útirajz, 1961)
- Csutka (mese, 1962)
- Orsika (regény, 1963)
- Zebradob-híradó (útinapló, 1963)
- Titánia ébredése (regény, 1964)
- Papírmalom (regény, 1967)
- Szavannatűz (elbeszélés, 1970)
- Argentína viharszünetben (1972)
- Hajdanában Zambiában (mese, 1973)
- A hegyen-völgyön szánkázó diófa (mesék, 1974)
- Tűzistennő Hawaiiban egykor és most (Vámos Magdával, útleírás, 1974)
- Ikerpályáimon (visszaemlékezések, 1975)
- Névben él csak (regény, 1977)
- Hazájából kirekesztve (Mikes Kelemen életrajzi regénye, 1980)
- Utazások emlékkönyve (emlékkönyv, 1980)
- Kóborló kisfiú kalandjai (regény, 1980)
- Egy születésnap körül. Vázlat egy letűnt korszakról (1950–1953) (regény, 1983)
- Ünnepi férfiú. Szent László király regénye (regény, 1989)
- A vádlott (történelmi regény, 1999)

## Műfordításai

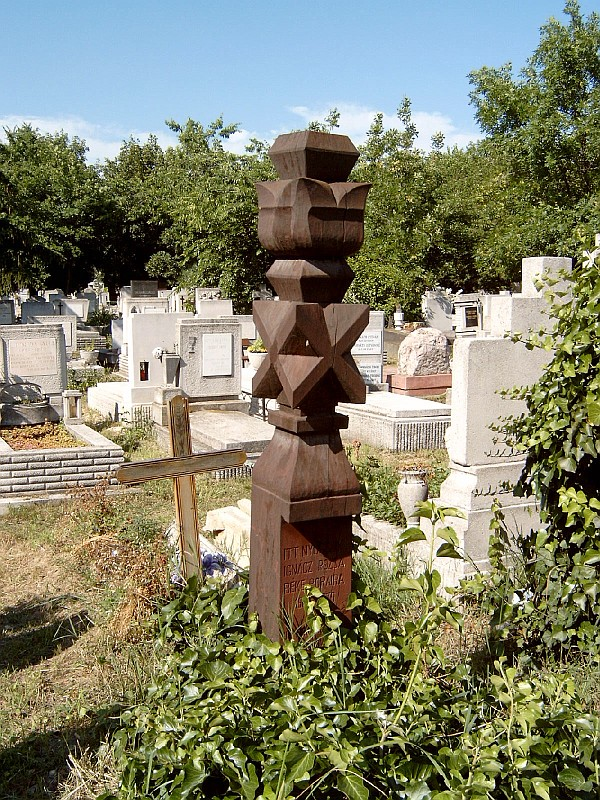
Sírja Budapesten. Új köztemető: 63/8-1-90.

- M. Rovan: Atyafiak (novella, 1952)
- Alexandru Sahia(wd): Júniusi eső (elbeszélés, 1955)
- Mihail Sadoveanu: Örvény felett (elbeszélés, 1956)
- Eusebiu Camilar(wd): A betyárok völgye (regény, 1956)
- Petre Ispirescu(wd): Szegény ember okos leánya (Jékely Zoltánnal és Bözödi Györggyel, 1957)
- Anatole France: Virágzó élet (regény, 1960)
- Alexandru Sahia: Az élő üzem (novellák, Vistai András Jánossal, 1960)
- A cápaisten. Hawaii mesék és mondák (1963)
- Fereydoun Hoveyda(wd): Vesztegzár (regény, 1964)
- A kaméleon és az isten felesége. Kelet-afrikai népmesék (1969)

## Magyar Rádió
- Kemény Egon–Ignácz Rózsa–Soós László–Ambrózy Ágoston: „Hatvani diákjai” (1955) rádiódaljáték 2 részben. Hatvani professzor – Bessenyei Ferenc, Kerekes Máté – Simándy József, női főszerepben: Petress Zsuzsa további szereplők: Mezey Mária, Tompa Sándor, Sinkovits Imre, Zenthe Ferenc, Bende Zsolt, Horváth Tivadar, Kovács Károly, Hadics László, Gózon Gyula, Csákányi László, Dénes György és mások. A Magyar Rádió (64 tagú) Szimfonikus Zenekarát Lehel György vezényelte, közreműködött a Földényi-kórus 40 tagú férfikara. Zenei rendező: Ruitner Sándor. Rendező: Molnár Mihály és Szécsi Ferenc. 2019 – Kemény Egon kétszeres Erkel Ferenc-díjas zeneszerző halálának 50. évfordulója esztendejében CD-újdonságként jelentek meg a „Hatvani diákjai” és a „Komáromi farsang” című daljátékai eredeti rádió-hangfelvételeinek (1955, 1957) digitalizált (2019) dupla-albumai. kemenyegon.hu

## Emlékezete
- Utcanév őrzi aemlékét a Fejér vármegyei Bodmér községben.